# جمعیت‌شناسی ازبکستان

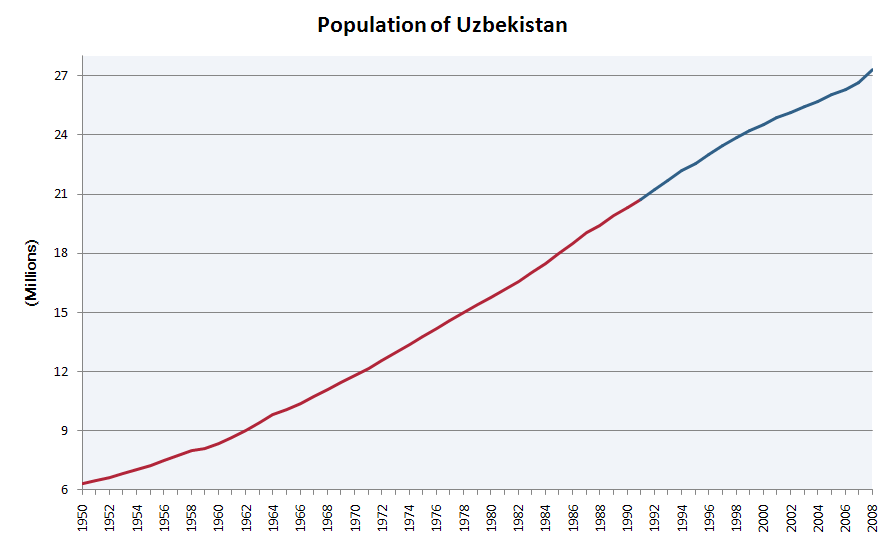
جمعیت ازبکستان (میلیون نفر): ۱۹۵۰–۱ ژانویه ۲۰۰۸.

آمار جمعیتی ازبکستان ویژگی‌های جمعیت شناختی جمعیت ازبکستان از جمله رشد جمعیت، تراکم جمعیت، قومیت، سطح تحصیلات، بهداشت، وضعیت اقتصادی، وابستگی‌های مذهبی و سایر جنبه‌های جمعیت است. ملیت هر فرد در ازبکستان، ازبک است، در حالی که اکثریت قومی ازبک خود را ازبک می‌نامند. بسیاری از داده‌ها ناشی از برآوردهاست زیرا آخرین سرشماری در زمان شوروی در سال ۱۹۸۹ انجام شد.

## روند جمعیتی

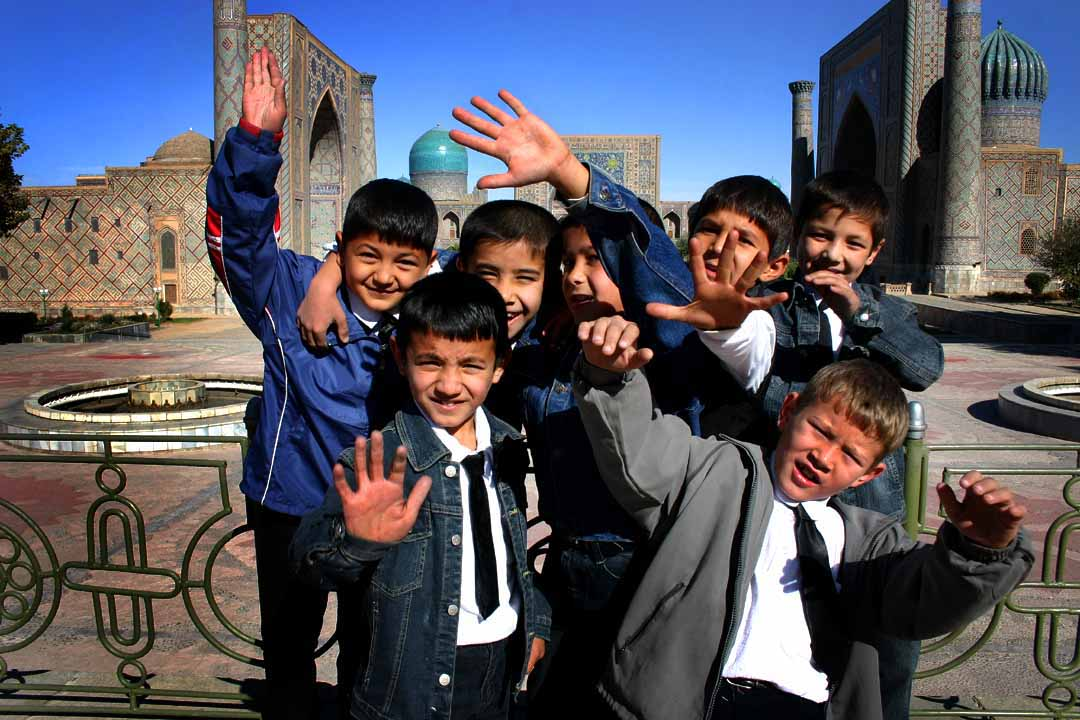
پسران نوجوان در رجستان. بیش از یک چهارم جمعیت ازبکستان زیر ۱۴ سال سن دارند.

ازبکستان پرجمعیت‌ترین کشور آسیای میانه است. ۳۲٫۵ میلیون نفر آن (تخمین سال ۲۰۱۸) تقریباً نیمی از کل جمعیت منطقه را تشکیل می‌دهند.
جمعیت ازبکستان بسیار جوان است: ۳۴٫۱٪ از مردم آن زیر ۱۴ سال هستند. براساس منابع رسمی، ازبک‌ها اکثریت (۸۰٪) از کل جمعیت را تشکیل می‌دهند. دیگر اقوام شامل روس‌ها ۵٫۵٪، تاجیک‌ها ۵٪، قزاق‌ها ۳٪، کاراکالپاکس ۲٫۵٪ و تاتارها ۱٫۵٪ (تخمین‌های ۱۹۹۶) است. ازبکستان قومی کره ای دارد که در سالهای ۱۹۳۷–۱۹۳۸ به اجبار از شرق دور شوروی به منطقه منتقل شده‌اند. همچنین گروه‌های کوچکی از ارامنه در ازبکستان، عمدتاً در تاشکند و سمرقند وجود دارند. این کشور ۸۸٪ مسلمان (عمدتاً سنی، با اقلیت ۵٪ شیعه)، ۹٪ ارتدکس شرقی و ۳٪ دیگر ادیان (که شامل جوامع کوچک مسیحیان کره ای، دیگر فرقه‌های مسیحی، بودائیان، بهائیان و … است) یهودیان بخارا هزاران سال در آسیای میانه، بیشتر ازبکستان زندگی می‌کردند. در سال ۱۹۸۹ در ازبکستان ۹۴٫۹۰۰ یهودی وجود داشته‌است (حدود ۰/۵ درصد از جمعیت طبق سرشماری سال ۱۹۸۹)، اما اکنون، از زمان فروپاشی اتحاد جماهیر شوروی، بیشتر یهودیان آسیای میانه منطقه را به قصد ایالات متحده یا اسرائیل ترک کردند. اکنون کمتر از ۵۰۰۰ یهودی در ازبکستان باقی می‌مانند.
بسیاری از جمعیت ازبکستان در زمانی که این کشور جزئی از اتحاد جماهیر شوروی بود، در مزارع اشتراکی در مقیاس بزرگ به کشاورزی پنبه مشغول بودند. جمعیت همچنان به شدت روستایی و وابسته به کشاورزی برای زندگی خود است، اگرچه ساختار مزرعه در ازبکستان از سال ۱۹۹۰ تاکنون به‌طور عمده از اشتراکی به فردی تغییر کرده‌است.

## آمار حیاتی

### برآوردهای سازمان ملل
| دوره زمانی | سال تولد | مرگ و میر در سال | تغییر طبیعی در هر سال | CBR 1 | CDR 1 | NC 1 | TFR 1 | IMR 1 |
| ---------- | -------- | ---------------- | --------------------- | ----- | ----- | ---- | ----- | ----- |
| ۱۹۹۰–۱۹۹۵  |          |                  |                       | ۳۲٫۷  | ۷٫۵   | ۲۵٫۲ | ۳٫۹۵  |       |
| ۲۰۰۰–۱۰۰۰  |          |                  |                       | ۲۵٫۶  | ۶٫۹   | ۱۸٫۷ | ۳٫۱۰  |       |
| ۲۰۰۰–۲۰۰۵  |          |                  |                       | ۲۱٫۳  | ۶٫۴   | ۱۴٫۹ | ۲٫۵۱  |       |
| ۲۰۰۵–۲۰۱۰  |          |                  |                       | ۲۲٫۴  | ۶٫۲   | ۱۶٫۲ | ۲٫۴۹  |       |
| ۲۰۱۰–۲۰۱۵  |          |                  |                       | ۲۲٫۹  | ۶٫۲   | ۱۶٫۷ | ۲٫۴۳  |       |
| ۲۰۱۵–۲۰۲۰  |          |                  |                       | ۲۱٫۸  | ۵٫۸   | ۱۶٫۰ | ۲٫۴۳  |       |
| ۲۰۲۰–۲۰۲۰  |          |                  |                       | ۱۸٫۶  | ۵٫۹   | ۱۲٫۷ | ۲٫۳۱  |       |
| ۲۰۲۵–۲۰۳۰  |          |                  |                       | ۱۶٫۴  | ۶٫۳   | ۱۰٫۱ | ۲٫۲۱  |       |
| ۲۰۳۰–۲۰۳۵  |          |                  |                       | ۱۵٫۷  | ۶٫۹   | ۸٫۸  | ۲٫۱۲  |       |
| ۲۰۳۵–۲۰۴۰  |          |                  |                       | ۱۵٫۶  | ۷٫۶   | ۸٫۰  | ۲٫۰۵  |       |

منبع: سازمان ملل متحد، وب سایت وزارت امور اقتصادی و اجتماعی> چشم‌انداز جمعیت جهان: بازنگری در سال 2019.

### تولد و مرگ
|      | میانگین جمعیت | تولد زنده | مرگ     | تغییرات طبیعی | میزان تولد خالص (هر ۱۰۰۰ نفر) | میزان مرگ خالص (هر ۱۰۰۰نفر) | تغییرات طبیعی (هر ۱۰۰۰ نفر) | TFR  |
| ---- | ------------- | --------- | ------- | ------------- | ----------------------------- | --------------------------- | --------------------------- | ---- |
| ۱۹۵۰ | 6,314,000     | 192,188   | 54,612  | 137,576       | 30.4                          | 8.6                         | 21.8                        |      |
| ۱۹۵۱ | 6,511,000     | 207,302   | 49,275  | 158,027       | 31.8                          | 7.6                         | 24.3                        |      |
| ۱۹۵۲ | 6,704,000     | 223,452   | 55,068  | 168,384       | 33.3                          | 8.2                         | 25.1                        |      |
| ۱۹۵۳ | 6,909,000     | 219,832   | 60,855  | 158,977       | 31.8                          | 8.8                         | 23.0                        |      |
| ۱۹۵۴ | 7,085,000     | 237,470   | 58,345  | 179,125       | 33.5                          | 8.2                         | 25.3                        |      |
| ۱۹۵۵ | 7,256,000     | 248,545   | 59,370  | 189,175       | 34.3                          | 8.2                         | 26.1                        |      |
| ۱۹۵۶ | 7,466,000     | 267,187   | 46,210  | 220,977       | 35.8                          | 6.2                         | 29.6                        |      |
| ۱۹۵۷ | 7,720,000     | 276,668   | 47,568  | 229,100       | 35.8                          | 6.2                         | 29.7                        |      |
| ۱۹۵۸ | 7,979,000     | 300,646   | 48,433  | 252,213       | 37.7                          | 6.1                         | 31.6                        |      |
| ۱۹۵۹ | 8,252,000     | 305,082   | 50,254  | 254,828       | 37.0                          | 6.1                         | 30.9                        |      |
| ۱۹۶۰ | 8,558,000     | 340,618   | 51,758  | 288,860       | 39.8                          | 6.0                         | 33.8                        |      |
| ۱۹۶۱ | 8,895,000     | 339,952   | 53,591  | 286,361       | 38.2                          | 6.0                         | 32.2                        |      |
| ۱۹۶۲ | 9,237,000     | 341,352   | 56,178  | 285,174       | 37.0                          | 6.1                         | 30.9                        |      |
| ۱۹۶۳ | 9,574,000     | 342,659   | 54,502  | 288,157       | 35.8                          | 5.7                         | 30.1                        |      |
| ۱۹۶۴ | 9,905,000     | 346,847   | 53,315  | 293,532       | 35.0                          | 5.4                         | 29.6                        |      |
| ۱۹۶۵ | 10,233,000    | 355,135   | 60,056  | 295,079       | 34.7                          | 5.9                         | 28.8                        |      |
| ۱۹۶۶ | 10,557,000    | 360,336   | 60,115  | 300,221       | 34.1                          | 5.7                         | 28.4                        |      |
| ۱۹۶۷ | 10,886,000    | 359,623   | 64,627  | 294,996       | 33.0                          | 5.9                         | 27.1                        |      |
| ۱۹۶۸ | 11,259,000    | 385,687   | 64,762  | 320,925       | 34.3                          | 5.8                         | 28.5                        |      |
| ۱۹۶۹ | 11,625,000    | 380,729   | 69,147  | 311,582       | 32.8                          | 6.0                         | 26.8                        |      |
| ۱۹۷۰ | 11,973,000    | 401,613   | 66,189  | 335,424       | 33.6                          | 5.5                         | 28.1                        |      |
| ۱۹۷۱ | 12,354,000    | 425,646   | 67,162  | 358,484       | 34.4                          | 5.4                         | 29.0                        |      |
| ۱۹۷۲ | 12,756,000    | 421,458   | 77,942  | 343,516       | 33.0                          | 6.1                         | 26.9                        |      |
| ۱۹۷۳ | 13,155,000    | 441,237   | 83,170  | 358,067       | 33.5                          | 6.3                         | 27.2                        |      |
| ۱۹۷۴ | 13,569,000    | 462,062   | 86,864  | 375,198       | 34.1                          | 6.4                         | 27.7                        |      |
| ۱۹۷۵ | 13,981,000    | 478,604   | 100,213 | 378,391       | 34.2                          | 7.2                         | 27.0                        |      |
| ۱۹۷۶ | 14,389,000    | 503,514   | 101,544 | 401,970       | 35.0                          | 7.1                         | 27.9                        |      |
| ۱۹۷۷ | 14,786,000    | 493,329   | 104,297 | 389,032       | 33.4                          | 7.1                         | 26.3                        |      |
| ۱۹۷۸ | 15,184,000    | 514,030   | 105,204 | 408,826       | 33.9                          | 6.9                         | 27.0                        |      |
| ۱۹۷۹ | 15,578,000    | 535,928   | 109,459 | 426,469       | 34.4                          | 7.0                         | 27.4                        |      |
| ۱۹۸۰ | 15,952,000    | 540,047   | 118,886 | 421,161       | 33.9                          | 7.5                         | 26.4                        |      |
| ۱۹۸۱ | 16,376,000    | 572,197   | 117,793 | 454,404       | 34.9                          | 7.2                         | 27.7                        |      |
| ۱۹۸۲ | 16,813,000    | 589,283   | 124,137 | 465,146       | 35.0                          | 7.4                         | 27.7                        |      |
| ۱۹۸۳ | 17,261,000    | 609,400   | 128,779 | 480,621       | 35.3                          | 7.5                         | 27.8                        |      |
| ۱۹۸۴ | 17,716,000    | 641,398   | 132,042 | 509,356       | 36.2                          | 7.5                         | 28.8                        |      |
| ۱۹۸۵ | 18,174,000    | 679,057   | 131,686 | 547,371       | 37.4                          | 7.2                         | 30.1                        |      |
| ۱۹۸۶ | 18,634,000    | 708,658   | 132,213 | 576,445       | 38.0                          | 7.1                         | 30.9                        |      |
| ۱۹۸۷ | 19,095,000    | 714,454   | 133,781 | 580,673       | 37.4                          | 7.0                         | 30.4                        |      |
| ۱۹۸۸ | 19,561,000    | 694,144   | 134,688 | 559,456       | 35.5                          | 6.9                         | 28.6                        |      |
| ۱۹۸۹ | 20,108,000    | 668,807   | 126,862 | 541,945       | 33.3                          | 6.3                         | 27.0                        |      |
| ۱۹۹۰ | 20,465,000    | 691,636   | 124,553 | 567,083       | 33.8                          | 6.1                         | 27.7                        | 4.20 |
| ۱۹۹۱ | 20,857,000    | 723,420   | 130,294 | 593,126       | 34.7                          | 6.2                         | 28.4                        |      |
| ۱۹۹۲ | 21,354,000    | 680,459   | 140,092 | 540,367       | 31.9                          | 6.6                         | 25.3                        |      |
| ۱۹۹۳ | 21,847,000    | 692,324   | 145,294 | 547,030       | 31.7                          | 6.7                         | 25.0                        |      |
| ۱۹۹۴ | 22,277,000    | 657,725   | 148,423 | 509,302       | 29.5                          | 6.7                         | 22.9                        |      |
| ۱۹۹۵ | 22,684,000    | 677,999   | 145,439 | 532,560       | 29.9                          | 6.4                         | 23.5                        | 3.60 |
| ۱۹۹۶ | 23,128,000    | 634,842   | 144,829 | 490,013       | 27.4                          | 6.3                         | 21.2                        |      |
| ۱۹۹۷ | 23,560,000    | 602,694   | 137,331 | 465,363       | 25.6                          | 5.8                         | 19.8                        |      |
| ۱۹۹۸ | 23,954,000    | 553,745   | 140,526 | 413,219       | 23.1                          | 5.9                         | 17.3                        |      |
| ۱۹۹۹ | 24,312,000    | 544,788   | 130,529 | 414,259       | 22.4                          | 5.4                         | 17.0                        |      |
| ۲۰۰۰ | 24,650,000    | 527,580   | 135,598 | 391,982       | 21.4                          | 5.5                         | 15.9                        | 2.59 |
| ۲۰۰۱ | 24,965,000    | 512,950   | 132,542 | 380,408       | 20.5                          | 5.3                         | 15.2                        |      |
| ۲۰۰۲ | 25,272,000    | 532,511   | 137,028 | 395,483       | 21.1                          | 5.4                         | 15.6                        |      |
| ۲۰۰۳ | 25,568,000    | 508,457   | 135,933 | 372,524       | 19.9                          | 5.3                         | 14.6                        |      |
| ۲۰۰۴ | 25,864,000    | 540,381   | 130,357 | 410,024       | 20.9                          | 5.0                         | 15.9                        |      |
| ۲۰۰۵ | 26,167,000    | 533,530   | 140,585 | 392,945       | 20.4                          | 5.4                         | 15.0                        | 2.36 |
| ۲۰۰۶ | 26,488,000    | 555,946   | 139,622 | 416,324       | 21.0                          | 5.3                         | 15.7                        |      |
| ۲۰۰۷ | 26,868,000    | 608,917   | 137,430 | 471,487       | 22.7                          | 5.1                         | 17.5                        |      |
| ۲۰۰۸ | 27,303,000    | 646,096   | 138,792 | 507,304       | 23.7                          | 5.1                         | 18.6                        |      |
| ۲۰۰۹ | 27,767,000    | 649,727   | 130,659 | 519,068       | 23.4                          | 4.7                         | 18.7                        |      |
| ۲۰۱۰ | 28,562,000    | 634,810   | 138,411 | 496,399       | 22.2                          | 4.8                         | 17.4                        | 2.34 |
| ۲۰۱۱ | 29,339,000    | 626,881   | 144,585 | 482,296       | 21.4                          | 4.9                         | 16.4                        | 2.24 |
| ۲۰۱۲ | 29,774,000    | 625,106   | 145,988 | 479,118       | 21.0                          | 4.9                         | 16.1                        | 2.19 |
| ۲۰۱۳ | 30,243,000    | 679,519   | 145,672 | 533,847       | 22.5                          | 4.8                         | 17.7                        | 2.35 |
| ۲۰۱۴ | 30,759,000    | 718,036   | 149,761 | 568,998       | 23.3                          | 4.9                         | 18.4                        | 2.46 |
| ۲۰۱۵ | 31,576,000    | 734,141   | 152,035 | 582,106       | 23.5                          | 4.9                         | 18.6                        |      |
| ۲۰۱۶ | 32,121,000    | 726,170   | 154,791 | 571,379       | 22.8                          | 4.8                         | 18.0                        | 2.46 |
| ۲۰۱۷ | 32,653,000    | 715,519   | 160,723 | 554,796       | 22.1                          | 5.0                         | 17.1                        |      |
| ۲۰۱۸ | 33,254,000    | 768,520   | 154,913 | 613,607       | 23.3                          | 4.7                         | 18.6                        |      |
| ۲۰۱۹ | 33,905,000    | 815,900   | 155,000 | 660,900       | 24.3                          | 4.6                         | 19.7                        |      |

منابع:

### آمار حیاتی فعلی
تولدها:
- ژانویه - مارس ۲۰۱۹: ۱۵۹٫۵۰0 (19.4)
- ژانویه - مارس 2020:  ۱۷۰٬۴۰0 (20.2)

درگذشتگان:
- ژانویه - مارس ۲۰۱۹: ۳۶٬۹۰0 (4.5)
- ژانویه - مارس ۲۰۲۰: ۳۷٬۵۰0 (4.4)

افزایش طبیعی:
- ژانویه - مارس ۲۰۱۹: ۱۲۲٬۶۰0 (14.9)
- ژانویه - مارس 2020:  ۱۳۲٫۹۰0 (15.8)

### باروری و زایمان
نرخ باروری کل (TFR) و میزان تولد خام (CBR):
| سال  | CBR (کل) | TFR (کل)   | CBR (شهری) | TFR (شهری) | CBR (روستایی) | TFR (روستایی) |
| ---- | -------- | ---------- | ---------- | ---------- | ------------- | ------------- |
| ۱۹۹۶ | ۲۷       | ۳٬۳۴ (۳٬۱) | ۲۳         | ۲٬۷۱ (۲٬۵) | ۲۹            | ۳٬۷۴ (۳٬۴)    |
| ۲۰۰۲ | ۲۴٬۴     | ۲٬۹۲       | ۱۹٬۸       | ۲٬۴۸       | ۲۷٬۵          | ۳٬۲۱          |

### نرخ باروری کل (TFR)

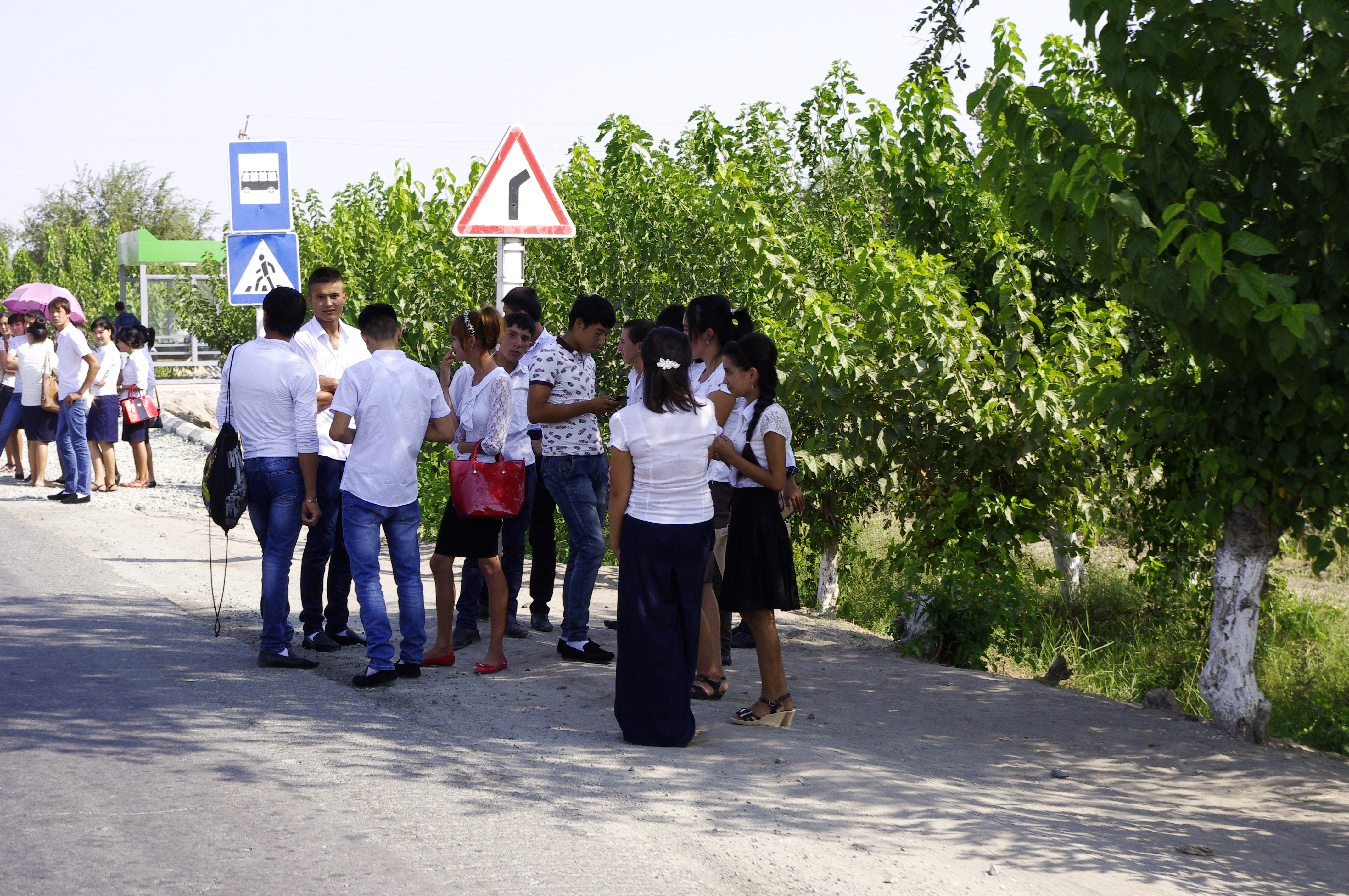
جوانان ازبک

براساس کتاب CIA World Factbook، میزان کل باروری (TFR) که در سال ۲۰۱۱ تخمین زده شده‌است ۱٫۸۹ کودک تولد / زن است.
در سال ۲۰۰۲، تخمین TFR 2.92 بود. برپایه آن ازبک ۲٫۹۹، روس ۱٫۳۵، کاراکپالاک ۲٫۶۹، تاجیک ۳٫۱۹، قزاق ۲٫۹۵، تاتار ۲٫۰۵، دیگران ۲٫۵۳؛ شهر تاشکند ۱٫۹۶، کاراکپالاکستان ۲٫۹۰، فرقان ۲٫۷۳؛ منطقه شرقی ۲٫۷۱، شرق مرکزی ۲٫۹۶، ۳٫۴۳ مرکزی، ۳٫۰۵ غربی بود.
میزان بالای باروری در زمان اتحاد جماهیر شوروی و در دوره تجزیه آن تا حدودی به دلیل ترجیحات فرهنگی تاریخی خانواده‌های بزرگ، اعتماد اقتصادی به کشاورزی و همچنین ارزش نسبی بیشتر از مزایای کودک در شوروی ازبکستان ناشی می‌شود. سقط جنین روش ترجیحی کنترل تولد بود. در سال ۱۹۵۵ قانونی، تعداد سقط جنین از سال ۱۹۵۶–۱۹۷۳ ۲۳۱٪ افزایش یافته‌است. در سال ۱۹۹۱، میزان سقط جنین ۳۹ سقط در هر ۱۰۰۰ زن در سن باروری در سال بود.
با این حال، در چند دهه گذشته، روش‌های کنترل باروری از سقط جنین به روش‌های مدرن پیشگیری از بارداری، به ویژه IUDها، به‌طور قابل توجهی تغییر کرده‌است. در میانه دهه 1980 IUDS به روش اصلی پیشگیری از بارداری از طریق سیاست‌های دولت و سازمانی که با هدف آشنایی زنان با روشهای مدرن پیشگیری از بارداری انجام شد، تبدیل شد. برپایه گزارش UHES از سال ۲۰۰۲، ۷۳٪ از زنان متأهل ازبک از IUD، ۱۴٪ کاندوم مرد و ۱۳٪ قرص استفاده کرده‌اند.
دولت از استفاده از داروهای ضدبارداری مدرن برای کنترل میزان باروری به دلیل مشکلات اقتصادی ملی که به دنبال تجزیه اتحاد جماهیر شوروی بود پشتیبانی کرد؛ بنابراین دولت در تعیین محبوبیت IUD تأثیرگذار بوده‌است. علیرغم برنامه‌های تنظیم خانواده که زنان را به روش‌های گوناگون پیشگیری از بارداری آموزش می‌دهد، IUD نخستین گزینه برای جلوگیری از بارداری زنان است. سخنان و روابط اجتماعی همچنین ترجیح جدی برای IUD را نشان می‌دهد. با این وجود، عواملی مانند کیفیت و سطح تحصیلات نشان داده شده‌است که زنان در انتخاب روشهای پیشگیری از بارداری، آزادی بیشتری به دست می‌آورند.

### اختلافات منطقه ای
مناطق سرخان دریا و قشقه دریا بیشترین میزان تولد و کمترین میزان مرگ و میر در ازبکستان را دارند. از طرف دیگر، شهر تاشکند کمترین میزان تولد و بالاترین میزان مرگ و میر کشور را دارد.
| منطقه Surxondaryo | ۲۶٫۸ | ۴٫۲ | +۲۲٫۶ |
| منطقه قشقاداریو   | ۲۵٫۸ | ۴٫۱ | +۲۱٫۷ |
| منطقه جیزاخ       | ۲۵٫۲ | ۴٫۲ | +۲۱٫۰ |
| منطقه سمرقند      | ۲۶٫۲ | ۴٫۳ | +۲۱٫۹ |
| منطقه نامنگان     | ۲۴٫۴ | ۴٫۵ | +۱۹٫۹ |
| منطقه آندیجان     | ۲۳٫۸ | ۵٫۱ | +۱۸٫۷ |
| منطقه ناووی       | ۲۲٫۳ | ۴٫۳ | +۱۸٫۰ |
| منطقه خوارزم      | ۲۲٫۰ | ۴٫۵ | +۱۷٫۵ |
| منطقه فرگانا      | ۲۲٫۲ | ۴٫۶ | +۱۷٫۶ |
| کاراکپالاکستان    | ۲۱٫۶ | ۴٫۶ | +۱۷٫۰ |
| منطقه سیراریو     | ۲۲٫۳ | ۴٫۶ | +۱۷٫۷ |
| منطقه بخارا       | ۲۱٫۳ | ۴٫۲ | +۱۷٫۱ |
| منطقه تاشکند      | ۲۰٫۶ | ۵٫۷ | +۱۴٫۹ |
| تاشکند            | ۱۸٫۶ | ۶٫۳ | +۱۲٫۳ |

### امید به زندگی
| دوره      | امید به زندگی در سال‌ها | دوره      | امید به زندگی در سال‌ها |
| --------- | ---------------------- | --------- | ---------------------- |
| ۱۹۵۰–۱۹۵۵ | ۵۶٫۱                   | ۱۹۸۵–۱۹۹۰ | ۶۶٫۶                   |
| ۱۹۵۵–۱۹۶۰ | ۵۷٫۹                   | ۱۹۹۰–۱۹۹۵ | ۶۶٫۳                   |
| ۱۹۶۰–۱۹۶۵ | ۵۹٫۸                   | ۲۰۰۰–۱۰۰۰ | ۶۶٫۷                   |
| ۱۹۶۵–۱۹۷۰ | ۶۱٫۶                   | ۲۰۰۰–۲۰۰۵ | ۶۷٫۷                   |
| ۱۹۷۰–۱۹۷۵ | ۶۳٫۰                   | ۲۰۰۵–۲۰۱۰ | ۶۹٫۱                   |
| ۱۹۷۵–۱۹۸۰ | ۶۴٫۰                   | ۲۰۱۰–۲۰۱۵ | ۷۰٫۸                   |
| ۱۹۸۰–۱۹۸۵ | ۶۵٫۳                   |           |                        |

منبع: چشم‌انداز جمعیت جهانی سازمان ملل 2017

## گروه‌های قومی
ترکیب قومی مطابق سرشماری نفوس سال ۱۹۸۹ (آخرین سرشماری موجود): ازبک ۷۱٪، روسی ۶٪، خاور ۲٪، تاجیک ۵٪ (تصور می‌شود بسیار بالاتر)، قزاقستان ۴٪، تاتار ۳٪، کاراکپالاک ۲٪، ۷٪ دیگر.
برآوردهای ترکیب قومی در سال ۱۹۹۶ از کتاب حقیقت CIA:
ازبک ۸۰٪، روس ۵٫۵٪، تاجیک ۵٪، قزاق ۳٪، کاراکپالک ۲٫۵٪، تاتار ۱٫۵٪، ۲٫۵٪ دیگر (ارزیابی ۱۹۹۶).)
در جدول، ترکیب قومی جمعیت ازبکستان (بر حسب درصد) با توجه به چهار سرشماری نفوس میان سالهای ۱۹۲۶ تا ۱۹۸۹ نشان داده شده‌است (هیچ سرشماری در سال ۱۹۹۹ انجام نشده‌است). افزایش درصد تاجیکها از ۳٫۹ درصد از جمعیت در سال ۱۹۷۹ به ۴٫۷ درصد در سال ۱۹۸۹ ممکن است حداقل تا حدی به تغییر در دستورالعمل‌های سرشماری نسبت داده شود: در سرشماری سال ۱۹۸۹ برای نخستین بار ملیت نمی‌تواند گزارش شود. براساس گذرنامه، اما آزادانه براساس شناسایی هویت قومی مخاطب، خودآزمایی می‌شود.

## زبان‌ها
|  |  |  |  |  |

 بر پایه دفترچه اطلاعات سیا، توزیع زبان فعلی این است: ۷۴٫۳٪ ازبک، ۱۴٫۲٪ روسی، تاجیک ۴٫۴٪ و دیگر 7.1. الفبای لاتین در اواسط دهه ۱۹۹۰ جای سیریلیک را گرفت. پس از استقلال، ازبکی به زبان رسمی دولت تبدیل شد. رئیس‌جمهور اسلام کریموف، گروه ملی‌گرای تندرو Birlik (وحدت) و جبهه مردمی ازبک این تغییر را ارتقا بخشیدند. این احزاب باور داشتند که ازبک باعث تحریک ناسیونالیسم خواهد شد و خود تغییر بخشی از فرایند دزدگیر سازی است، به معنای محرومیت هرگونه شناخت زبان و فرهنگ روسی. بیرلیک در اواخر دهه ۱۹۸۰ کمپین‌هایی را برای رسیدن به این هدف برگزار کرد که یک رویداد در سال ۱۹۸۹ با ۱۲٬۰۰۰ نفر در تاشکند به اوج رسید و خواستار به رسمیت شناختن رسمی ازبک‌ها به عنوان زبان دولتی شد. در سال ۱۹۹۵، دولت قانون جمهوری ازبکستان در مورد زبان دولتی را تصویب کرد، که مقرر دارد ازبکی در همه حوزه‌های عمومی و مشاغل رسمی استفاده شود. محققان تحصیل در مورد مهاجرت و اقلیت‌های قومی از آن زمان به بعد از این قانون به عنوان منبع تبعیض نسبت به اقلیت‌هایی که ازبکی صحبت نمی‌کنند انتقاد کرده‌اند. با این وجود، روسی وقتی صحبت از علم، ارتباطات بین قومی، تجارت و تبلیغات می‌شود زبان فاکتوری است. براساس گزارش‌های غیرقابل اطمینان، برخی ادعا می‌کنند که جمعیت فارسی‌زبان تاجیک ازبکستان ممکن است به بزرگی ۲۵٪ -۳۰٪ از کل جمعیت باشد، اما این تخمین‌ها براساس گزارش‌های غیرقابل اطمینان از «تاجیک‌ها در سراسر کشور» است. .

## ادیان
| دینها در ازبکستان (2013) | دینها در ازبکستان (2013) | دینها در ازبکستان (2013) | دینها در ازبکستان (2013) | دینها در ازبکستان (2013) |
| ------------------------ | ------------------------ | ------------------------ | ------------------------ | ------------------------ |
| دین                      | دین                      |                          | درصد                     | درصد                     |
| اسلام                    | اسلام                    |                          | ۸۸٪                      | ۸۸٪                      |
| ارتدکس شرقی              | ارتدکس شرقی              |                          | ۹٪                       | ۹٪                       |
| دیگر                     | دیگر                     |                          | ۳٪                       | ۳٪                       |

 مطابق اعلامیه وزارت امور خارجه ایالات متحده در سال ۲۰۱۳، مسلمانان ۸۸٪ از جمعیت را تشکیل می‌دهند. تقریباً ۱۰٪ از جمعیت مسیحیان ارتدکس روسی هستند.

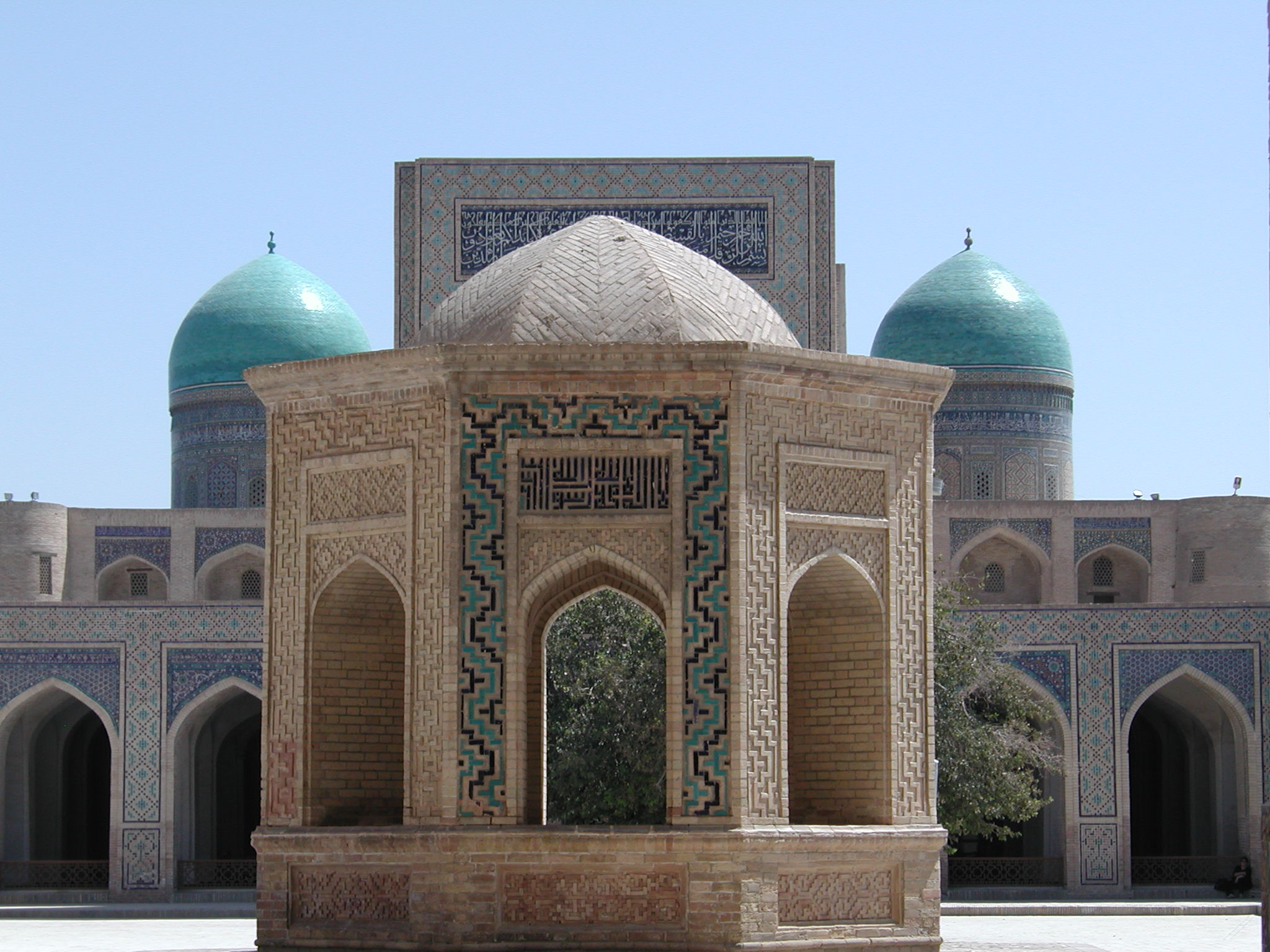
مسجد بخارا

در ازبکستان در سال ۱۹۸۹ بالغ بر ۹۴٫۹۰۰ یهودی وجود داشته‌است (طبق سرشماری سال ۱۹۸۹ حدود ۰٫۵٪ از جمعیت)، اما کمتر از ۵۰۰۰ در سال ۲۰۰۷ باقی مانده‌اند.
یک مطالعه نشان داد ۳۵٪ از افراد مورد بررسی، دین را «بسیار مهم» می‌دانند.

## آمار جمعیتی CIA World Factbook
برای آخرین آمار، به ورود این کشور در کتاب CIA World Factbook مراجعه کنید بایگانی‌شده  در ۵ ژانویه ۲۰۱۹ توسط Wayback Machine
آمار دموگرافیک زیر از دفتر اطلاعات جهانی CIA از سپتامبر ۲۰۰۹ است، مگر اینکه خلاف آن تصریح شود.

### ساختار سنی
۰ تا ۱۴ سال: ۲۶٪ (مرد ۳٬۹۷۰٬۳۸۶ / زن ۳٬۷۸۷٬۳۷۱) ۱۵–۶۴ سال: ۶۷٪ (مرد ۹٬۱۹۱٬۴۳۹ / زن ۹٬۳۰۹٬۷۹۱) ۶۵ سال و بیشتر: ۶٪ (مرد ۵۷۶۱۹۱ / زن ۷۷۰٬۸۲۹) (۲۰۰۹))

### نسبت جنسی
هنگام تولد: ۱٫۰۶ مرد / زن زیر ۱۲ سال ۱٫۰۵ مرد / زن ۱۵–۶۴ سال: ۰٫۹۹ مرد / زن ۶۵ سال به بالا: ۷۵/۰ مرد / زن کل جمعیت: ۰٫۹۹ مرد / زن (۲۰۰۹ ارزیابی).)

### نرخ مرگ و میر کودکان
تعداد کل: ۲۳٫۴۳ کشته / ۱۰۰۰ تولد زنده مرد: ۲۷٫۷ فوت / ۱۰۰۰ تولد زنده زن: ۱۸٫۹ کشته / ۱۰۰۰ تولد زنده (۲۰۰۹))

### امید به زندگی در بدو تولد
کل جمعیت: ۷۱٫۹۶ سال مرد: ۶۸٫۹۵ سال زن: ۷۵٫۱۵ سال (۲۰۰۹ ۲۰۰۹ est.)

### سواد
تعریف: سن ۱۵ سال به بالا می‌تواند بخواند و بنویسد کل جمعیت: ۹۹٫۳٪ مرد: ۹۹٫۶٪ زن: ۹۹٪ (۲۰۰۳ ارزیابی))

## تحصیلات
سیستم آموزشی به نر باسوادی ۹۹٪ رسیده‌است و میانگین میزان تحصیل هم برای آقایان و هم برای زنان ۱۲ سال است. دولت آموزش ۱۲ ساله رایگان و اجباری را ارائه می‌دهد.

## مهاجرت
از سال ۲۰۱۱، ازبکستان نرخ مهاجرت خالص -۲٫۷۴ مهاجر / هزار نفر را دارد.
روند مهاجرت پس از سقوط اتحاد جماهیر شوروی تغییر کرد. در طول اتحاد جماهیر شوروی، گذرنامه‌ها تسهیل حرکت در پانزده جمهوری و حرکت در سراسر جمهوری‌ها نسبتاً ارزان‌تر از امروز بود. درخواست مجوز کار در خارج از کشور از یک بخش ویژه آژانس مهاجرت کار خارجی در ازبکستان از سال ۲۰۰۳ لازم است. این مجوز در آغاز برای بسیاری از ازبک‌ها مقرون به صرفه نبود و این روند به دلیل نوار قرمز بوروکراتیک مورد نیاز مورد انتقاد قرار گرفت. در همین راستا، همان بخش‌ها و آژانس‌هایی که در ایجاد این مجوز فعالیت دارند، در جهت کاهش قابل ملاحظه هزینه‌ها و نیز ساده کردن رویه کوشش می‌کنند. در تاریخ ۴ ژوئیه ۲۰۰۷، سرگئی ایوانوف معاون اول نخست‌وزیر روسیه سه توافق‌نامه را امضا کرد که در آن به فعالیت‌های کارگری و حمایت از حقوق مهاجران شاغل (این شامل شهروندان روسی در ازبکستان و شهروندان ازبک در روسیه) و همچنین همکاری در مبارزه با مهاجرت بدون سند و اخراج کارگران بدون سند.

### مهاجرت ازبک
مشکلات اقتصادی باعث افزایش مهاجرت کارگری به روسیه، قزاقستان، امارات متحده عربی (امارات متحده عربی)، ترکیه، جمهوری کره و اروپا طی یک دهه گذشته شده‌است. حداقل ۱۰٪ از نیروی کار ازبکستان در خارج از کشور کار می‌کند. تقریباً ۵۸٪ نیروی کار که مهاجر، به روسیه مهاجرت می‌کنند. نرخ بیکاری بالا و دستمزدهای پایین مسئول مهاجرت نیروی کار است.
مهاجران به‌طور معمول افرادی از روستا، کشاورزان، کارگران یقه آبی و دانشجویانی هستند که به دنبال کار در خارج از کشور هستند. با این حال، بسیاری از مهاجران از رویه‌های قانونی مورد نیاز برای ترک کشور آگاهی ندارند و باعث می‌شود بسیاری از آنها در ازبکستان یا کشور میزبان ثبت نشوند. بدون ثبت نام مناسب، مهاجران بدون مدارک در خطر کمبود هزینه، ضمانت اجتماعی و رفتار بد توسط کارفرمایان هستند. براساس داده‌های سرویس مهاجرت فدرال روسیه، در سال ۲۰۰۶ تعداد ۱۰۲۶۵۸ مهاجر کار رسمی ثبت شده در مقابل ۱٫۵ میلیون مهاجر ثبت نشده از ازبکستان در روسیه در سال ۲۰۰۶ وجود داشته‌است. کل حواله‌های دریافتی برای هر دو گروه در حدود همان ۱٫۳ میلیارد دلار در همان سال، هشت درصد از تولید ناخالص داخلی ازبکستان بود.

### اقلیت‌ها

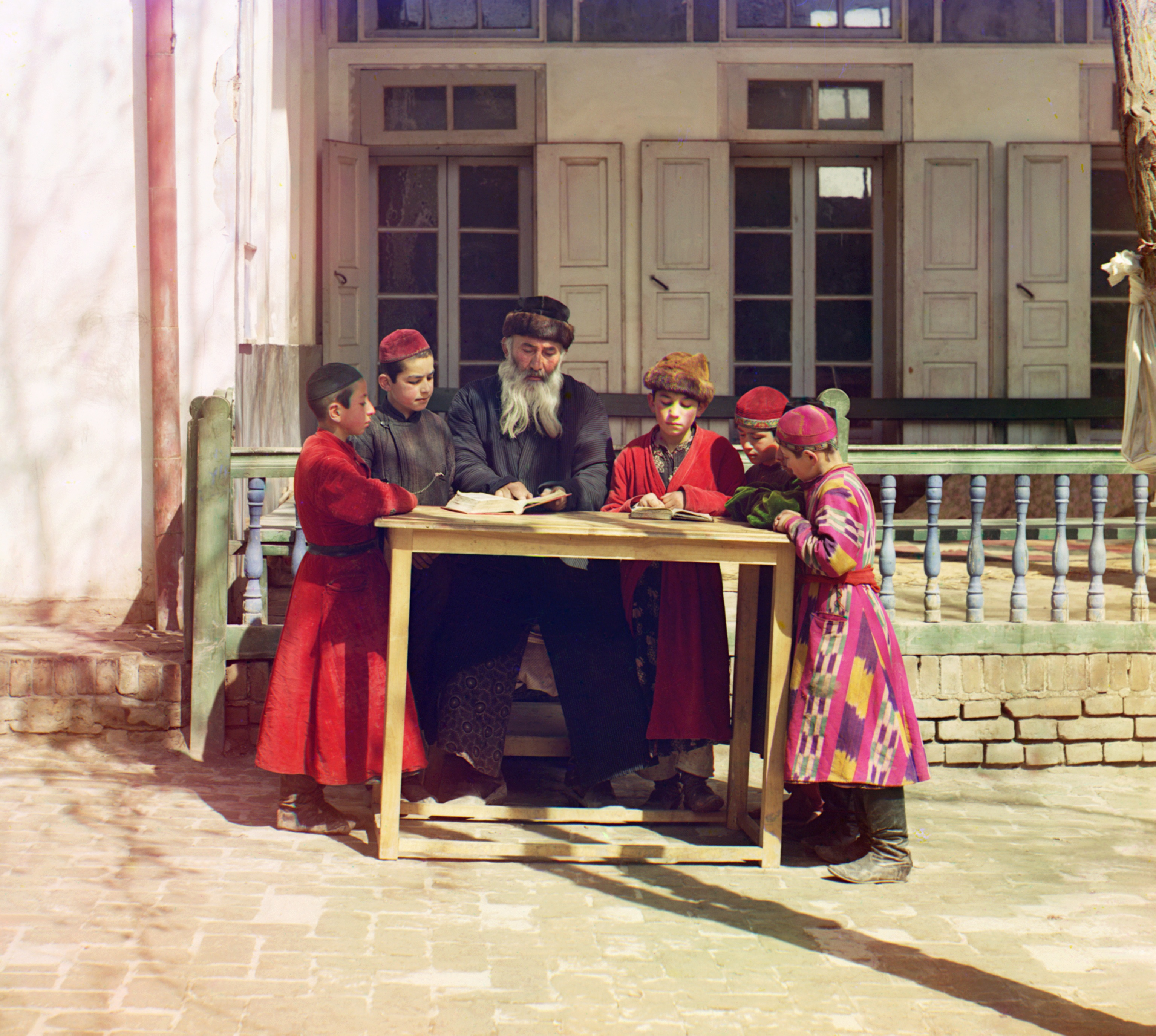
فرزندان یهودی با معلم خود در سمرقند. عکس اولیه رنگی از روسیه، ایجاد شده توسط سرگئی میخائیلوویچ پروکودین-گورسکی به عنوان بخشی از کار خود برای مستندسازی امپراتوری روسیه از سال ۱۹۰۹ تا ۱۹۱۵.

تعداد قابل توجهی از اقلیتهای قومی و ملی پس از استقلال این کشور ازبکستان را ترک کردند، اما تعداد واقعی آن مشخص نیست. دلایل اصلی مهاجرت توسط اقلیت‌ها عبارتند از: فرصت‌های اقتصادی اندک، سطح پایین زندگی و چشم‌انداز ضعیف برای فرصت‌های تحصیلی برای نسل‌های آینده. اگرچه قانون زبان ازبکستان به عنوان منبع تبعیض نسبت به افرادی که ازبک صحبت نمی‌کنند، ذکر شده‌است، اما این قانون با عوامل اجتماعی، اقتصادی و سیاسی در هم تنیده شده‌است که منجر به مهاجرت به عنوان راه حل کمبود فرصت در ازبکستان شده‌است.
روس‌ها، که عمدتاً جمعیت شهری را تشکیل می‌دادند، تا دهه ۱۹۸۰ نیمی از جمعیت تاشکند، پایتخت ازبکستان را تشکیل می‌دادند. از آن زمان تاکنون تعداد جمعیت به تدریج در حال کاهش است زیرا بسیاری از روسها به روسیه مهاجرت کرده‌اند. با این وجود، ثبت نام روسیه (propiska) اجازه مهاجرت را محدود می‌کند. تصمیم مهاجرت با این واقعیت پیچیده‌است که بسیاری از روسها یا دیگر اقلیت‌های اقلیت «وطن» ممکن است ازبکستان را «سرزمین مادری» بدانند. همچنین این واقعیت پیچیده‌است که این گروه‌ها ممکن است به زبان ملی «وطن» خود صحبت نکنند یا ممکن است در گذرنامه‌های خود تحت تابعیت دیگری ثبت شوند. با این وجود، سفارتخانه‌های «بومی» این مهاجرت را آسان می‌کنند. سفارت اسرائیل هر هفته تقریباً ۲۰۰ ویزا به یهودیان می‌دهد.